# Helina lucida
Helina lucida är en tvåvingeart som först beskrevs av Stein 1913.  Helina lucida ingår i släktet Helina och familjen husflugor. Inga underarter finns listade i Catalogue of Life.